# Propynal
Le propynal est un composé organique de formule chimique HC≡C–CHO. C'est le composé le plus simple présentant à la fois un groupe alcyne et une fonction aldéhyde. Il a été observé dans le milieu interstellaire. On pense qu'il pourrait provenir d'un complexe acétylène•monoxyde de carbone HC≡CH•CO ou de la réaction du propynylidyne C3H avec l'eau H2O.